# Eisenbahnunfall von Miseiktab
Bei dem Eisenbahnunfall von Miseiktab stießen am 26. Februar 1965 bei Miseiktab (Koordinaten: 16° 20′ 28″ N, 32° 43′ 29″ O), etwa 100 km nördlich von Khartum, zwei Züge frontal zusammen. Mindestens 100 Menschen starben.

## Unfallhergang
Ein Güterzug, der an jenem Freitag in Richtung Port Sudan unterwegs war, stieß auf der eingleisigen Bahnstrecke Khartum–Wadi Halfa bei Miseiktab mit einem Personenzug frontal zusammen, der auf der fast schnurgeraden und ebenen Strecke in der Gegenrichtung unterwegs war. Es wurde nach der Bergung eines Tachometers aus einer Unglückslokomotive festgestellt, dass einer der beiden Züge mit 90 km/h unterwegs war.

## Folgen
Ersten Berichten vom Unfallort zufolge kamen 26 Menschen ums Leben, etwa 50 Opfer befanden sich in den Trümmern und weitere 21 Menschen wurden schwer verletzt. Es war sehr schwierig, Menschen zwischen den Trümmern der Zugwracks zu finden. Am 28. Februar, zwei Tage nach dem Unfall, wurden in den Trümmern weitere sechs Leichen gefunden. Am Abend des 28. Februar gingen die Behörden davon aus, dass alle noch in den Trümmern befindlichen Vermissten tot seien. Die Rettungsaktion endete am 1. März mit einer gemeldeten Gesamtzahl von 120 Todesopfern. US-amerikanischen Quellen zufolge befanden sich 124 Menschen im Zug, mindestens 100 davon kamen ums Leben.
Es ist bis heute der Eisenbahnunfall im Sudan mit den meisten Toten und einer der schwerwiegendsten Eisenbahnunfälle Afrikas.